# West Monroe (Luisiana)
West Monroe é uma cidade localizada no estado americano de Luisiana, na Paróquia de Ouachita.

## Demografia
Segundo o censo americano de 2000, a sua população era de 13.250 habitantes.
Em 2006, foi estimada uma população de 13.028, um decréscimo de 222 (-1.7%).

## Geografia
De acordo com o United States Census Bureau tem uma área de
20,6 km², dos quais 20,0 km² cobertos por terra e 0,6 km² cobertos por água.

## Localidades na vizinhança
O diagrama seguinte representa as localidades num raio de 16 km ao redor de West Monroe.